# مهدی تاهرات
مهدی تاهرات (انگلیسی: Mehdi Tahrat؛ زادهٔ ۲۴ ژانویهٔ ۱۹۹۰) یک بازیکن فوتبال اهل الجزایر است.
از باشگاه‌هایی که در آن بازی کرده‌است می‌توان به باشگاه فوتبال لیل اشاره کرد.
وی همچنین در تیم ملی فوتبال الجزایر بازی کرده است.